# Harvey Doolittle Colvin
Pour les articles homonymes, voir Doolittle (homonymie) et Colvin.
Harvey Doolittle Colvin (né le 18 décembre 1815 dans le comté de Herkimer - mort le 16 avril 1892 à Jacksonville en Floride) était un homme politique américain, membre du Parti républicain. Colvin est surtout connu pour avoir été maire de Chicago de 1873 à 1875. en tant que membre du Parti populaire, une ramification factionnelle pro-alcool du Parti républicain centrée dans la ville de Chicago.

## Biographie
Harvey Doolittle Colvin est né le 18 décembre 1815 dans le comté de Herkimer, dans le nord de l'État de New York.
Harvey Doolittle Colvin épousa Nancy Churchill, originaire de Little Falls (État de New York). Ensemble ils eurent cinq enfants. Colvin travailla pendant 38 ans avec la United States Express Company. Par la suite, il déménagea avec sa famille et s'installa à Chicago.
Après son mandat de maire de Chicago, Colvin fut blessé dans une chute de téléphérique. Il déménagea avec sa famille pour vivre dans le nord de la Floride.

## Carrière politique
Juste avant de devenir maire de Chicago, Colvin a été trésorier de la ville. Lors de l'élection du maire de Chicago en 1873, il s'est présenté contre le maire par intérim Lester L. Bond et l'a emporté avec 60 % des voix.
Colvin a été assermenté maire le 1er décembre 1873. Un mois après avoir pris ses fonctions de maire, Colvin a été accueilli par une manifestation de masse à l'hôtel de ville de Chicago lorsque plus de 12 000 chômeurs ont manifesté pour des emplois et des secours.
L'administration de Colvin a abrogé une interdiction dominicale sur les ventes d'alcool que son prédécesseur, Joseph Medill (et son remplaçant Bond), soutenait. En 1874, l'administration de Colvin est secouée par des allégations de favoritisme et un scandale au bureau du trésorier de la ville.
Colvin était maire au moment de l'incendie de Chicago de 1874, qui s'est produit le 14 juillet, et son administration a dû coordonner les réponses à la fois aux dégâts matériels et économiques causés par l'incendie et aux assurances indignées qui ont blâmé la ville à la suite de l'incendie, relevant des négligences dans la coordination de la prévention des incendies. L'incendie de 1874 eut lieu seulement trois ans après le Grand incendie de Chicago qui détruisa 1/3 de la ville.
En 1876, un juge d'État a ordonné la tenue d'élections spéciales plus tard dans l'année. Monroe Heath, le candidat républicain pour la mairie de Chicago a battu ses deux rivaux, James J. McGrath du Parti démocrate et Mark Kimball du Parti populaire. Heath a prêté serment en tant que successeur de Colvin le 24 juillet 1876.

## Fin de vie

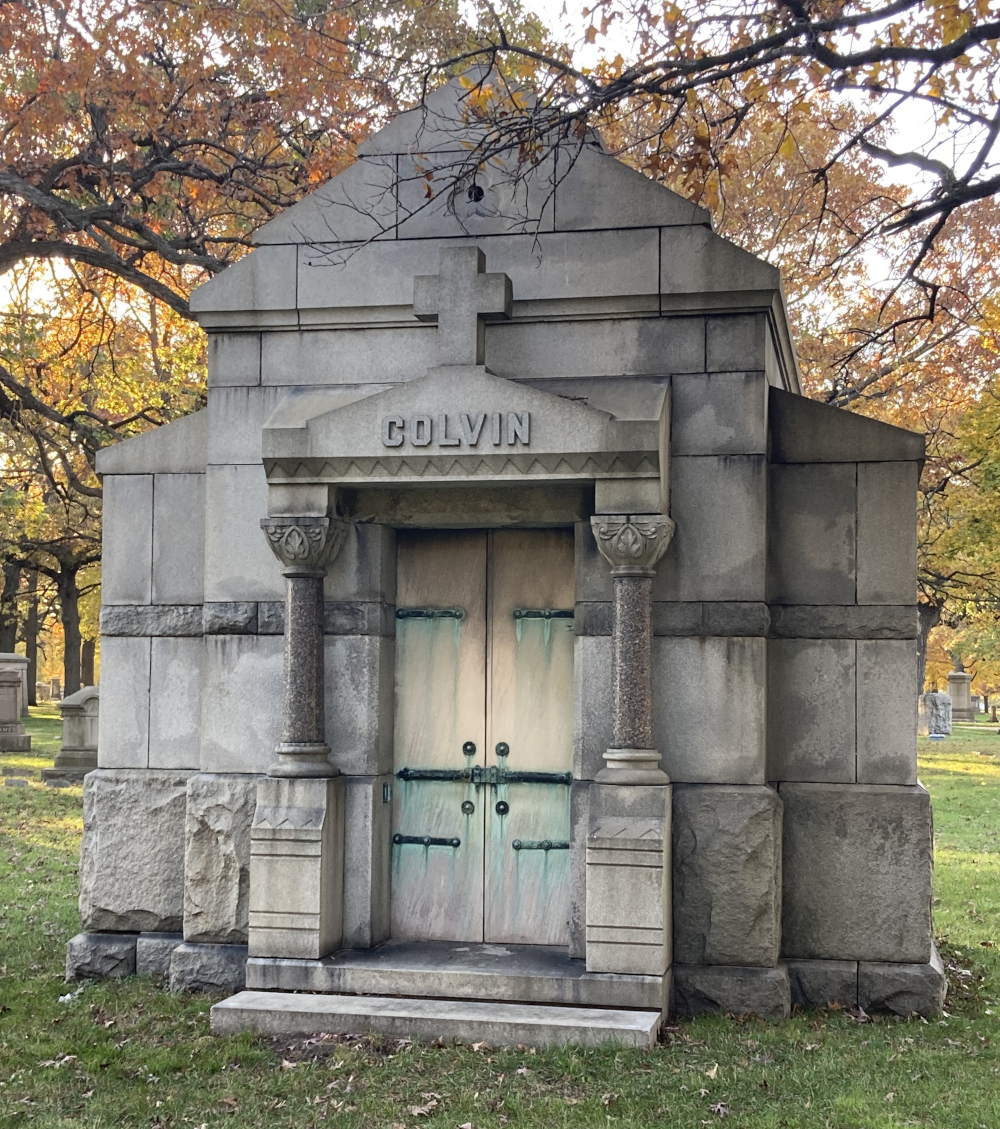
Mausolée du maire Colvin au cimetière de Rosehill (Chicago).

Colvin est décédé le 16 avril 1892 à Jacksonville, dans l'État de Floride. Son corps a été enterré au cimetière de Rosehill à Chicago.

## Sources
- Andreas, A.T. History of Chicago: From the Earliest Period to the Present Time. A.T. Andreas, 1884–86.
- Grossman, James R., Ann Durkin Keating and Janice L. Reiff, editors. Encyclopedia of Chicago. University of Chicago Press, 2004.
- H. D. Colvin is Dead. Chicago Daily Tribune, April 17, 1892, p. 3.
- Washburne, Hempstead. "Received by Many Friends. Chicago Daily Tribune, April 20, 1892, p. 6.